# Еудженіо Бельтрамі
Еудже́ніо Бельтра́мі (італ. Eugenio Beltrami; 16 листопада 1835 — 18 лютого 1900) — італійський математик, член Національної академії деї Лінчеї в Римі (з 1873).
Професор університетів у Болоньї (з 1862) і Римі (з 1873).

## Праці
Основні праці відносяться до диференційної геометрії і теорії інваріантів диференційних квадратичних форм.
Показав, що гіперболічна геометрія (планіметрія) може бути реалізована на певній поверхні, яку називають псевдосферою.